# Kröning
Kröning es un municipio situado en el distrito de Landshut, en el estado federado de Baviera (Alemania), con una población a finales de 2016 de unos 2028 habitantes. Para 2022 la población creció a 2058 personas.
Se encuentra ubicado en el centro del estado, en la región de Baja Baviera, cerca de la orilla del río Isar —un afluente derecho del Danubio—.

## Sitios de interés
- Iglesia parroquial de San Florián y San Wolfgang (Kirchberg): templo gótico original del siglo XV, con torre románica remanente y retablo neogótico.
- Iglesia de peregrinación Mariä Geburt (Wippstetten): construcción gótica tardía con ampliación barroca en torno a 1760.